# Матвеевская (Афанасьевский район)
 Матвеевская  — опустевшая деревня в Афанасьевском районе Кировской области в составе Бисеровского сельского поселения.

## География
Расположена на расстоянии примерно 32 км на север-северо-восток по прямой от районного центра поселка  Афанасьево.

## История
Известна с 1891 года как починок Матвеевский на 5 семей, в 1905 году здесь (починок Матвеевское) 12 дворов и 57 жителей, в 1926 17 и 78, в 1950 (деревня Матвеевская) 90 и 175, в 1989 году оставалось 29 человек.  

## Население
Постоянное население составляло 8 человек (русские 100%) в 2002 году, 0 в 2010.